# Chiddes (Saône-et-Loire)
Chiddes ist eine französische Gemeinde mit 83 Einwohnern (Stand: 1. Januar 2022) im Département Saône-et-Loire in der Region Bourgogne-Franche-Comté (vor 2016 Bourgogne). Sie gehört zum Arrondissement Mâcon und zum Kanton Cluny (bis 2015: Kanton Saint-Bonnet-de-Joux).

## Geographie
Chiddes liegt etwa 50 Kilometer südwestlich von Chalon-sur-Saône.
Nachbargemeinden von Chiddes sind Pressy-sous-Dondin im Norden, Saint-Vincent-des-Prés im Nordosten, La Vineuse sur Fregande im Osten, Buffières im Süden und Südosten, Sivignon im Süden sowie Suin im Westen und Südwesten.

## Bevölkerungsentwicklung
| Jahr                      | 1962 | 1968 | 1975 | 1982 | 1990 | 1999 | 2006 | 2011 | 2016 |
| Einwohner                 | 129  | 135  | 108  | 75   | 71   | 73   | 63   | 79   | 95   |
| Quelle: Cassini und INSEE |      |      |      |      |      |      |      |      |      |

## Sehenswürdigkeiten
- Kirche Saint-Étienne, seit 1927 Monument historique

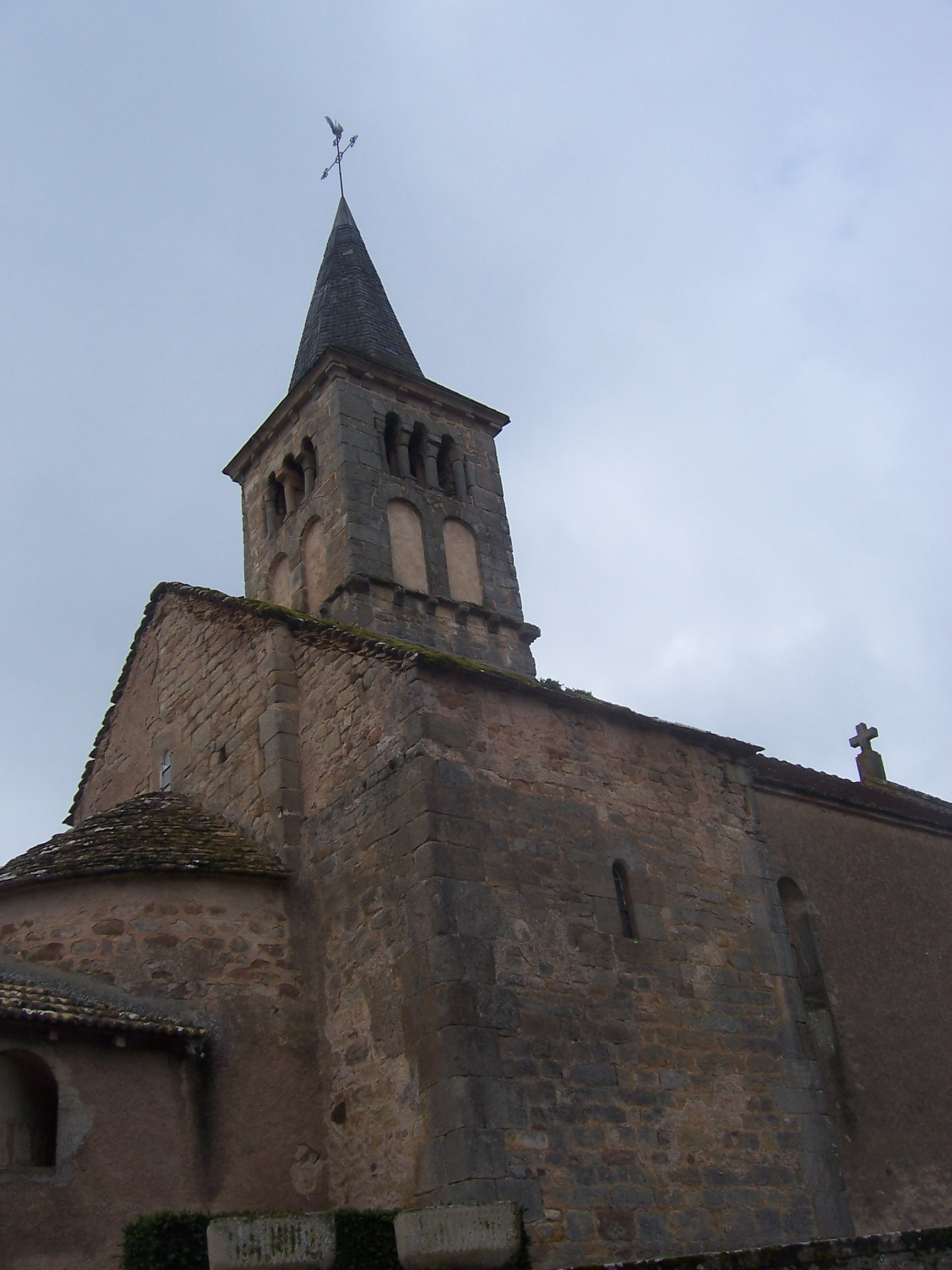
Kirche Saint-Étienne